# 837

## Esdeveniments
- El cometa de Halley passa més a prop que mai de la Terra[1]